# Мухамед Али
Мухамед Али (енгл. Muhammad Ali, право име Касијус Марселус Клеј Млађи; енгл. Cassius Marcellus Clay, Jr.; Луивил, 17. јануар 1942 — Скотсдејл, 3. јун 2016), био је амерички професионални боксер и један од највећих светских боксера, активиста и филантроп. Године 1960, на Олимпијским играма у Риму освојио је златну медаљу у полутешкој категорији. Име Мухамед Али узео је након примања ислама 1964. године. Титулу је потом девет пута узастопно успешно одбранио, а одузета му је 1967. судском пресудом због одбијања да буде мобилисан за рат у Вијетнаму.
Рођен и одрастао у Луивилу у Кентакију, Клеј је почео да тренира као аматерски боксер кад је имао 12 година. У својој осамнаестој години, он је освојио златну медаљу у лакој тешкој категорији на Летњој олимпијади 1960. године, и постао професионалац касније те године. У својој 22 години, 1964. године, он је освојио светски шампионат у тешкој категорији победивши Сонија Листона у веома тешком мечу.
Године 1966, Али је антагонизовао белу елиту одбијањем да буде регрутован у војску САД, позивајући се на своја религијска уверења и противљење америчком учешћу у Вијетнамском рату. Он је ухапшен, проглашен кривим за оптужбе избегавања конскрипције, и лишен боксерских титула. Успешно се жалио на одлуку у Врховном суду Сједињених Америчких Држава, који је преиначио ранију осуду 1971. године, до ког времена он се није борио скоро четири године и тиме изгубио период врхунске атлетске перформансе. Алијеве акције као савесног приговарача на рат учиниле су га иконом шире контракултурне генерације, и он је био фигура високог профила расног поноса за афроамериканаца током покрета за грађанска права.
Али је био један од водећих боксера тешке категорије у 20. веку, и остаје троструки директни шампион у тој категорији. Његови рекорди од победа над 21 боксера за светску титулу у тешкој категорији и победе у 14 уједињених титула су биле непревазиђене 35 година. У време када је већина бораца дозвољавала својим менаџерима да говоре у њихово име, Али је бриљирао и заиста жудео за рефлекторима, где је често био провокативан и необичан. Он је био познат по увредљивом провоцирању, и често поезијом слободним стилом са шемама риме и говорним речима, за његово блаћење противника у боксу, као и у политичкој поезији за његов активизам, антиципирајући елементе рапа и хип хоп музике.
Али је једини боксер кога је часопис  именовао боксером године шест пута. Услед његовог учешћа у неколико историјских боксерских мечева и завада, и његовог боксерских рекорда, он је био рагиран као највећи боксер тешке категорије свих времена, и највећи атлета 20. века према часопису Sports Illustrated, Спортска личност века према ББЦ, и трећи највећи атлета 20. века према ESPN SportsCentury.
Изван ринга, Али је остварио успех као музичар, при чему је он примио две Греми номинације. Такође је био глумац и писац, објавивши две аутобиографије. Након што се 1981. повукао из бокса, Али се фокусирао на религију и добротворне установе. Године 1984, он је био дијагнозиран са Паркинсоновим синдромом, што неки извештаји приписују повредама везаним за бокс, мада су Али и његов лекар то оспоравали. Како се његово стање погоршавало, Али се све мање појављивао у јавности и о њему је бринула његова породица до његове смрти 3. јуна 2016. године.

## Аматерски бокс
Свој први аматерски бокс меч Клеј је одрадио против локалног боксера, Ронија Окифа (Ronnie Okeffe). Победио је одлуком судија, то је био његов почетак у овом спорту. Убрзо се показало да је Клеј веома талентован, почео је развијати вештину и способности које друга деца његовог узраста нису показивала. То ће бити његова путна карта за Олимпијске игре. На Олимпијским играма у Риму освојио је златну медаљу за Сједињене Америчке Државе и тако је по први пут скренуо пажњу на себе. Поред златне медаље Клеј је имао велики број других награда као што су: златна рукавица Кентакија коју је освојио шест пута, два национална првенства и првенство школе. Његов укупан резултат у аматерској каријери се састоји из 100 победа и 5 пораза.
Прва контроверзна прича која се повезује за Клеја јесте након освајања златне медаље. Наиме Касијус је отишао са медаљом око врата у један познати ресторан у његовом родном Луисвилу да нешто поједе. По уласку сачекао га је газда са, за то време веома добро познатим речима: "Црнци овде нису добродошли...", на то је Клеј одговорио да жели само да једе и рекао је како је он освајач Олимпијске медаље коју је и показао газди. Власник је одговорио да је он за њега најобичнији црнац и да га уопште та медаља не занима. У свађу су се укључили пар локалних силеџија који су једва чекали да се свађају са црним момком. Пратили су га након што је изашао из ресторана у намери да га пребију, али су наравно направили велику грешку. Клеј их је редом претукао, а затим бацио златну медаљу далеко у воду која касније није пронађена.

## Професионални бокс

### Почетак професионалне каријере
Свој први професионални меч Клеј је одрадио против Танија Хунсакера (Tunney Hunsaker), освојио је шест рунди и то је било довољно за прву победу у каријери. У следећих пар година одрадио је велики број мечева, а победе су се само низале. Сакупио је резултат од 19 победа и то 15 нокаутом. Занимљиво је то да се суочио у рингу са својим бившим тренером Арчијем Муром (Archie Moore) кога није поштедео. Све ове борбе које је имао Клеј нису пролазиле баш глатко како се чини. Против Сонија Бенкса (Sonny Banks) се налазио на земљи али је имао много среће зато што се огласило звоно. Ако сте помислили да није имао своје познате интервјуе где вређа своје противнике онда се варате. По томе је постао популаран у целој држави, али нико није успео да га спречи и да му затвори уста. Клеј је покушао да позове Реја Робинсона да му буде менаџер али је он у то време био пребукиран.

### Шампионски појас
Низањем одличних резултата стигла је награда, да буде први изазивач за шампионски појас. У то време шампион је био Сони Листон (Sonny Liston) човек који је имао толико јак ударац да је ломио вилице такође био је познат по мафијашким везама. У ову борбу Клеј није ушао као фаворит за победу што је било први пут за њега али је доказао да су кладионичари погрешили. После одличних шест рунди Сони Листон је одлучио да се повуче из борбе због повреде рамена, тако да је Касијус Клеј постао светски шампион! Овом победом је постао најмлађи боксер који је успео да победи за шампионски појас и то све са 22. године.
На конференцији после меча Клеј се обратио новинарима који су били против њега пре меча, а то је звучало овако: "Повуците оно што сте рекли пре меча! Ја сам највећи икада! Данас сам шокирао свет, али се на томе нећу зауставити!"

### Прелазак у ислам
Пар дана након свог подвига Касијус Клеј шокира свет по други пут, овог пута шокира свет преласком у ислам тачније прикључује се "црним муслиманима". Прво је своје име променио у Касијус Х, али је после пар месеци добио ново име којим је уписан у легенде Мухамед Али. Човек који је најзаслужнији за његов прелаз у ислам јесте Малколм Икс који је био његов ментор. 
Многи су га осудили зато што је променио име, он им је одговарао да је то име превише "робовско".

### Реванш са Листоном и недостојни противници
Листон је желео реванш, а Али му је то омогућио. Прича се да је то био један веома сумњив меч. Али је завршио Листона у првој рунди и то све за 20 секунди. Већина се слаже да је ударац био исцениран, али права прича се неће никад сазнати. После Листона доста других боксера су покушавали да узму појас светског шампиона, али никоме то није пошло за руком. Одбранио је титулу осам пута, нико није ни био ни близу да угрози Алија. Најпознатија борба од ових је била против Кливленд Вилијамса (Cleveland Williams), Али је успео да удари Вилијамса 100 пута у три рунде док је Али био ударен само 3 пута!

### Одбијање војске и забрана бокса
За разлику од већине спортиста, који су углавном утренирани да говоре оно што народ воли да чује или када отворе уста кажу неке ствари које вас убију у појам. Али је био довољно интелигентан и храбар да се бори за своја уверења и да не одустаје. "Немам проблема са Вијетнамцима. Они ме никад нису назвали црнчугом. Нећу да путујем 16.000 km да бих помогао у убијању и паљењу других људи само да бих помогао доминацију белих робовласника над тамним људима широм света. Ово је време и доба када такво зло мора да нестане. Зашто бих бацао бомбе и пуцао на смеђе људе у Вијетнаму када су такозвани Црнци у Луизвилу третирани као пси и одузета су им основна људска права" изјавио је тада Али. Није желео да се одазове у војску. Претили су затворском казном. Дошао је на регрутацију у Хјустон и након што је прозвано његово име три пута, није иступио. Симпатије младих Американаца кренуле су на његову страну. Осуђен је пред потпуно белом поротом на пет година затвора и 10 хиљада долара новчане казне. С обзиром да је жалба одмах уложена и да је плаћена кауција Али није ишао у затвор, али три и по године није могао да има званичне мечеве. Толико је било потребно да његова жалба стигне до Америчког врховног суда, који га је ослободио. "Украли су му три најбоље године његове каријере. Када је био на врхунцу није могао да боксује." рекао је његов тренер Анђело Данди (Angelo Dundee).

### Златна ера бокса
Вратио се након што је врховни суд прогласио одлуку неважећом и ту креће боксерска антологија у којој су учествовала још два човека. Мухамед Али, Џо Фрејзер (Joe Frazier), Џорџ Форман (George Foreman). Највећа и најбоља ера у историји бокса. Три бескомпромисна борца. Спремни да умру за победу. Харизматични, оригинални ликови са филмским понашањем и надимцима. Сваки са посебним стилом и у рингу и ван њега. Мухамед Али са својим "Ја сам најбољи! Свих времена!" наступима. Џо Фрејзер, ћутљив, увек мрког погледа са улица Филаделфије и Џорџ Форман, најјачи ударач у историји бокса. Човек који је ван ринга руке увек држао у џеповима као да крије пиштоље.
Али након три године паузе више није "летео као лептир и убадао као пчела". Најбрже ноге у историји бокса више нису биле ту, али је невероватна жеља да поново буде шампион и те како била присутна (Када је био суспендован скинута му је титула шампиона света).

### Ривалство између Алија и Фрејзера
Ривалство између Алија и Фрејзера остаје вероватно као једно од највећих у историји било којег спорта. Џо је сведочио у Алијеву корист када је овоме било забрањено да боксује, чак у једном тренутку није желео ни титулу шампиона јер је она одузета Мухамеду без борбе, на крају је нокаутом дошао до те позиције. Први меч између ове двојице је назван "борба века", одржана је у Њујорку у самом центру у Мадисон Сквер Гардену. Сам увод у меч је био доста мучан, Али је решетао на конференцијама. "Вечерас си у рингу са Богом. Ако си Бог онда си на погрешном месту" то су биле само од некиг реченица које је изговарао Али. Фрејзер вербално немоћан да узврати Алију је горео од беса и ударао шакама зидове у свлачионици.
У арени од 36 квадрата, окруженој конопцима овај двојац је те вечери први пут укрстио рукавице. Попут правих гладијатора тукли су се свих 15 рунди, неуморно, не мислећи на то да ли ће живи изаћи из ринга, већ само на то да његов противник не падне први и не устане док одбројавање од десет секунди не прође. Иако је Алију ово био први меч након трогодишње паузе, боље је почео меч, међутим Фрејзер се брзо вратио у игру и доминирао већим делом двобоја. Једногласном одлуком, након 15 рунди, Фрејзер је нанео први пораз Мухамеду Алију и на тај начин створио ривалство о коме се и дан данас прича.
Те вечери 8. марта 1971. године дворана је била крцата познатим личностима које су хтеле да буду део историје, од писца Нормана Мејлера (Norman Mailer), преко Вудија Алена (Woody Allen), Натали Вуд (Natalie Wood) и Синатре (Frank Sinatra). Цена карте од 150 долара и ТВ права донели су организаторима зараду од 25 милиона долара.
Али је толико уништио Фрејзерову психу да је овај годинама касније на телефонској секретарици имао поруку: "Некада је летео као лептир и убадао као пчела, а сада не може да устане. То сам ја урадио. Оставите поруку након звучног сигнала"

### Реванш Али-Фрејзер
Реванш између ова два боксера није дошао толико брзо напротив чекало се дуго, Али је за то време боксовао са другим ривалима. Након борбе за Фрејзером освојио је појас против Џими Елиса (Jimmy Ellis), ту титулу је одбранио шест пута након што је освојио. Велико изненађење се десило када се Али суочио са мање познатим борцем Кеном Нортоном (Ken Norton) који је победио Алија и нанео му други пораз у својој каријери. Међутим у реваншу су се ствари окренуле у Алијеву корист. После Кенија на ред је стигао његов највећи противник и непријатељ, Џо Фрејзер. Меч је одрађен на истом месту као и прошли пут, само је као победник изашао Мухамед Али на исти начин као и Фрејзер први пут, на поене, одлуком судија.

### Борба против Формана "Борба у џунгли"
Пошто је победио Фрејзера, Али је имао циљ да изазове Формана што је и учинио. Диктатор Мобуту Сесе Секо је платио 10 милиона долара да се меч одржи у Киншаси (Република Конго) у октобру 1974. године. За тај догађај доведене су готово све највеће звезде афроамеричке музичке звезде тадашњег периода и онда су сви заједно остали у Заиру 45 дана дуже. Форман је током спаринга зарадио незгодну посекотину изнад ока због чега је меч померен за 6 недеља. Алија је у том периоду пратило неколико хиљада људи на сваком кораку. Глио је и љубио децу, жене, старце и ишао свуда без обезбеђења, док се Форман након што је уништио шампиона Фрејзера и Кена Нортона углавном мрштио. Форман је имао најјачи ударац у историји бокса, 2 пута јачи од Тајсоновог. Алијеви тренери су се истински плашили за његов живот у том мечу. Авион је био спреман на писти да Алија пребаци у Мадрид ако повреде након борбе буду тешке.
Уместо да избегава ударце и да се креће по рингу, Али се наслонио на конопце и покушао да заштити главу него је трпео невероватно јаке ударце у тело. Форман је тукао и тукао, а затим остао без ваздуха. Али је у свом готово лудачком заносу урлао на Формана, усред меча и између удараца: "Удари јаче Џорџе! Зар је то најјаче што можеш?! Баш си ме разочарао Џорџе!" Само један човек на планети усред борбе на живот и смрт може да изговори тако смешно као "Баш си ме разочарао Џорџе" и да настави да се бори. Форман је почео да се веома лоше креће по рингу и ту се већ надзирао крај. Комбинација од пет удараца у главу, зачињена десним крошеом га је патосирала и бацила све гледаоце у делиријум. Али је поново био шампион!
"Мени је част да ме помену у истој реченици са њим. Он је највећи свих времена. И надмудрио ме и надбоксовао", изјавио је Џорџ Форман после меча.
Овај спектакл остаће упамћен и по чувеним слоганом који се орио трибинама током борбе — Ali boma ye (срп. Али, убиј га). Чак је и српска ТВ серија Државни посао посветила је овом тренутку делић епизоде „Лов” у Алијеву част. Постоји неколико песама што америчке што неенглеске продукције која исто слави ове речи.

### Завршна трилогија са Фрејзером
После Формана, Али је успешно бранио све своје титуле које је освојио, али на ред је дошао његов стари ривал, знало се да нису завршили оно што су започели пре дуго година. Још бруталнија од меча у Заиру био је крај трилогије између Фрејзера и Алија. "Трилер у Манили" тако су га назвали, борба је одржана 1975. године. Борба у нехуманим условима. 40 °C. Влага која је бацала у несвест гледаоце. Два човека која се мрзе. 15 рунди. И дан-данас тај меч као ништа друго у спорту показује шта воља и одлучност могу да направе. Фрејзер заслепљен мржњом према Алију решен да коначно покаже ко је бољи. Али далеко од идеалне форме, са очигледним вишком килограма али са самопоуздањем које нико никад није имао. " И ако сањаш да си ме победио, мораш да се пробудиш и кажеш извини", једна од многих изјава.
Свака рунда је била тотални рат. Кажу да стилови чине сваки добар бокс меч, а ова два стила су се савршено привлачила. Фрејзер је као нико погађао Алија у главу, прецизно, на изглед сваки пут. Али као и увек је погађао браду и нарочито простор око очију. То му је био специјалитет. Од 12. рунде Фрејзеру се од количине примљених удараца оба ока била затворена. Лице је изгледало као каша. Човек се борио потпуно слеп. Али је у паузи рекао у свом углу, "Мислим да ћу умрети" и онда изашао да се бори даље. Џо је спуштених руку ишао на Алија у 13. и 14. рунди. Сваки ударац је био чист у главу, а човек није одустајао. Пред почетак 15. рунде Фрејзеров тренер, Еди Фач (Eddie Futch) је физички спречио свог борца да изађе на гонг. "Нисам могао да допустим да ми умре на рукама, једноставно нисам". Исто се дешавало и на другој страни, само што нико Алија није смео да спречи да настави, нико.
"Ово је најближе умирању што сам осетио у животу.", рекао је Мухамед Али након меча. На пријему код Имелде Маркос, Али није могао да са шведског стола пребаци храну у тањир. Толико су му се руке тресле. Фрејзер је лежао на носилима у свлачионици и рекао "Еди зашто неко не упали светло, превише је мрачно овде, нека неко упали светло!!" Његов тренер је тихо рекао: "Шампионе упаљена су сва светла у свлачионици". Фрејзер је и даље био потпуно слеп и у таквом стању, лежећи на носилима је дао изјаву за сва времена.
"Погодио сам га ударцима који би срушили зид, а он је остао на ногама. Бог ми је сведок, он је велики шампион ! "

### Одбране појаса након Фрејзера и Формана
У следећих 30 месеци у тренутку највеће своје славе као шампион Али се борио 9 пута и показао велику пожртвованост и снагу. Након Фрејзера нико није био толико добар од противника тако да је Али успевао веома лако да брани титуле. Све док на ред није стигао млади Леон Спинкс (Leon Spinks). Он је имао само 7 мечева одрађених пре тога, али је имао и злато на Олимпијским играма. Веома лош је био Али тај меч након чега је доживео пораз, скоро сви су били шокирани таквим наступом до тада анонимуса, Леона Спинкса.
Након што је изгубио појас, тражио је право да реванш што је и добио. Али се одлично припремио за меч и вратио појасе назад. Тако је постао први тешкаш који је освојио шампионски појас три пута. Мухамед Али је отишао у пензију после тог меча, али та пензија није била коначна како је изгледало. Алију су понудили меч против Лерија Холмса (Larry Holmes) који је тада поседовао појас. Али је желео да покуша да освоји појас по четврти пут и да надмаши себе. Прави мотив ове борбе јесте наравно новац. Алију је требао новац. Људи су причали како Лери уопште није ни хтео ову борбу зато што је знао да Али више нема скоро ништа од пре пар година када је био на врхунцу и да би био хорор ако би се састали међусобно. Меч је био веома лош по Мухамеда који је издржао до 11. рунде, након чега је његов тренер Анђело Данди прекинуо меч, то је био први пут да је Али изгубио на прекид. Ова борба је исписана као веома лоша и исценирана само за новац, али то није била последња борба.
Своју последњу борбу Мухамед Али је одрадио на Бахамима против Тревора Бербика. Изгубио је након 10. рунди и то је уједно био и његов последњи меч. Сваки спортиста у себи има одређени број мечева или утакмица зовите их како хоћете. Као и највећи број мајстора, ни Али није знао када да каже доста. Здравље му је био већ нарушено, али он је наставио да се бори са свакаквим противницима иако му је и његов дугогодишњи доктор Фреди Пачеко (Fredie Pacheco) отказао сарадњу баш зато што није могао да утиче на њега. Повукао се коначно 1981. године, барем четири године прекасно. Годину дана након што је почео да осећа последице Паркинсонове болести која му је откривена 1984. године. На крају своје каријере израчунато је да је Мухамед Али примио 200.000 удараца, што је и довело до његове болести.

## Стил борбе
Али је имао најспецифичнији стил борбе иако је припадао тешкашима, нико пре се није кретао као он за себе је говорио: "Крећем се попут лептира, убадам као пчела." Никад није био јак ударач, али је увек имао велику брзину и сјајне рефлексе са константним кретањем, играњем по рингу и кружењем око противника током скоро целе борбе. Своје руке је држао доле, погнуте да би изазвао реакцију противника након чега би узвратио веома јак ударац. Његов рад ногу је био веома тежак да се прати по противницима. Веома добро је знао да избегава ударац кретањем главе и ногама.
Алијева специјалност је била кретња уназад. Имао је сјајан баланс који му је помагао у томе. Ударац из контре су зависили од тог баланса. У успореним снимцима се најбоље види како је то Али веома лако радио.
У то време је његов рад ногу било нешто чудно, и нико није веровао да ће се један тешкаш тако кретати. Није за џабе речено да је унео тоталну револуцију у боксу. У перолакој категорији се могло то видети, али никако у тешкој.
Колико је Али био брз говори чињеница да је Реј Робинсон који припада категорији велтера, сматра се једним од најбољих и најбржих боксера икада уз Алија. Али чињеница је да је Али био бржи за 25% иако је имао 45-50 фунти више од њега. Само његов ударац има јачину од 1000 силе у фунтама.
Сви који су искусили његове ударце нису могли да верују да неко има толико брз, али и јак ударац.

## Књиге
- , Хосе Торес
- , Дејвид Ремник

## Филмови
- Највећи (1977, Али игра самог себе)
- Али  (2001, режирао Мајкл Мен, Алија игра Вил Смит)
- Кад смо били краљеви (снимљен 1974, реализован 1996, документарни филм)
- Ја сам највећи: Авантуре Мохамеда Алија, анимирана серија

## Култне изјаве
- "Волео бих када би људи волели све друге људе као што мене воле. То би био бољи свет." "Летим као лептир, убадам као пчела. Не можеш да погодиш оно што твоје очи не виде."
- "Мрзео сам сваки део тренинга, али сам рекао: Не одустај. Пати сада и живи остатак живота као шампион."
- "Не бројим трбушњаке. Почнем са бројањем само када почиње да боли, јер они су једини који се рачунају. То те чини шампионом." "Не бројите дане, учините да дани броје."
- "Знам где идем, знам истину и не морам да будем оно што ти желиш. Слободан сам да будем шта год желим."
- "Бокс је само посао. Трава расте, птице лете, таласи ударају у песак. Ја пребијам људе." "Служити другима је кирија коју плаћаш за простор који добијаш на земљи."
- "Толико сам брз да сам прошле ноћи притиснуо прекидач за гашење светла и био сам у кревету пре него што је собом завладала тама."
- "Ја сам астронаут бокса. Џо Луис и Џек Демпси су само пилоти на млазним авионима. Ја сам посебан свет."
- "Онај ко није довољно храбар да ризикује, неће постићи ништа у животу."
- "Шампиони се не праве у теретанама. Шампиони су направљени од нечега што имају дубоко у себи - сна, жеље, визије. Они морају да имају издржљивост у последњим минутима, морају да буду мало бржи, да имају вештину и жељу. Али воља мора бити јача од вештине."
- "Немогуће је само реч разбацана около од стране малих људи који налазе лакши начин за живот у свету који им је дат, уместо да истраже моћ коју имају да га промене. Немогуће није чињеница. То је стрпљење. Немогуће је потенцијал. Немогуће је привремено. Ништа није немогуће."
- "Ћутање је злато када не могу да смислим добар одговор."
- "Бокс је много белих мушкараца који гледају два црнца како туку један другог."
- "Стар си онолико колико мислиш да си стар."
- "Нико не зна шта да каже у губитничкој свлачионици."
- "Ако вас жена побеђује у тенису, промените спорт. Ако вас жена побеђује у боксу, промените жену."
- "Ја сам највећи. То сам и рекао пре него што сам постао највећи." "Човек без маште је човек без крила."
- "Човек који је у педесетим види живот као у својим двадесетим је потраћио тридесет година свог живота"
- "Недостатак вере је разлог зашто се људи боје изазова, али ја верујем у себе."
- "Мислио сам да сам највећи, па ми је Бог дао болест, да се зна ко је највећи."